# Ереванский физический институт
Ерева́нский физи́ческий институ́т  (ЕрФИ, арм. Երևանի ֆիզիկայի ինստիտուտ) — научно-исследовательский институт в столице Республики Армения Ереване. Институт был основан в 1944 году как филиал Ереванского государственного университета братьями Абрамом Алихановым и Артемом Алиханяном. В 2011 году институт был переименован в Национальную научную лабораторию имени А. Алиханяна (ННЛА).

## История и стратегия
Ереванский физический институт был основан в 1943 году как филиал Ереванского государственного университета братьями Абрамом Алихановым и Артемом Алиханяном. Спустя два года на горе Арагац были созданы две высокогорные космические станции: «Арагац» (3200 м) и «Нор Амберд» (2000 м). В 1950-х к югу от главного здания института началось строительство жилого микрорайона для его сотрудников, известного как Физгородок. В 1963 году ЕрФИ был переведен в Государственный комитет по атомной энергии СССР. Сооружение электронного синхротрона на энергию 6 ГэВ, законченное в 1967 году, стало важной вехой в истории института. Это был первый ускоритель частиц в Армении (АРУС, арм. ԱՐՈՒՍ). После распада СССР ЕрФИ продолжает свою научную деятельность в области физики высоких энергий и астрофизики как в Армении, так и на крупнейших зарубежных ускорителях и детекторах космического излучения. В настоящее время ЕрФИ получил статус национальной научной лаборатории.

## Краткий обзор научной деятельности
Основными результатами, полученными ЕрФИ с начала его основания, были:
- открытие протонов и нейтронов в космических лучах,
- получение первых свидетельств существования в космических лучах частиц с массами промежуточными между мюонами и протонами.

Высокогорные научные станции по сей день остаются основной научно-исследовательской базой Отделения физики космических лучей (ОКЛ) ЕрФИ. Основными достижениями ОКЛ были:
- открытие острого колена в легких компонентах первичных космических лучей,
- обнаружение высокоэнергичных протонов, ускоренных на солнце,
- создание в 2000 году сети детекторов частиц, названной Севан — Арагацкого центра по изучению солнечно-земных связей, где ОКЛ становится одним из мировых лидеров.

В 1967 году было закончено сооружение электронного синхротрона на 6 ГэВ. В течение 1970—1991 годов синхротрон работал с энергией до 4,5 ГэВ и в Отделении экспериментальной физики ЕрФИ были получены значительные результаты по изучению: адронных свойств фотонов в фото-продукции {\displaystyle \pi }-мезонов на ядрах, структуры ядерных резонансов в мульти-поляризационных экспериментах, структуры и характеристики ядерного вещества, важных свойств рентгеновского переходного излучения и каналирования в монокристаллах. Благодаря этим достижениям, начиная с 1985 года физики ЕрФИ успешно участвуют в крупных международных коллаборациях.
Традиционной темой исследований в ЕрФИ является разработка новых детекторов частиц. Широкозазорные искровые камеры и детекторы рентгеновского переходного излучения являются примерами экспериментальных методик, разработанных и реализованных в ЕрФИ.
В последние годы группы ученых Ереванского физического института активно участвуют в зарубежных экспериментах в области физики средних и высоких энергий (JLab, DESY, CERN-LHC, MAX-Lab, МАМI), исследующих структуры мезонов и нуклонов, электромагнитные взаимодействия нуклонов, кварк-адронный дуализм, нуклон-нуклонныт корреляции на близком расстоянии, адронизацию кварка в ядерной среде, физику вне стандартной модели, поиск бозона Хиггса, кварк-глюонную плазму, деление и фрагментацию ядер и гиперядер и др., а также осуществляющих конструирование экспериментального оборудования и разработку программного обеспечения для сбора и анализа данных.
В Теоретическом отделе значительные успехи достигнуты в следующих областях: физика B-мезон, КХД и связанная феноменология, нейтринная физика, квантовая теория поля, теория струн/М, интегрируемые модели, статистическая физика, физика конденсированных сред и квантовая информации. Эти результаты получили международное признание и имеют высокую цитируемость.
В середине 1980-х годов в ЕрФИ была разработана концепция стереоскопического подхода к гамма-астрономии сверхвысоких энергий с использованием атмосферных черенковских телескопов многократного изображения (IACT). Эта концепция была очень успешно реализована в системы IACT (HEGRA), после чего армянские физики стали участниками работы систем IACT на Канарских островах (MAGIC) и в Намибии (H.E.S.S.).
В течение многих лет, Отделение прикладной физики ЕрФИ успешно исследует электронно-энергетическую структуру новых широкополосных лазерных материалов, используя синхротронное излучение в различных спектральных областях. Эти исследования проводились сотрудниками ЕрФИ в DESY, они будут продолжены в MaxLab-II (Швеция).
Ниже приведены суммарные параметры, характеризующие эффективность исследований, проводимых в ЕрФИ: количество публикаций и ссылок на них. Значительное улучшение обоих параметров в течение последних лет очевидно. Около 30 % научных публикаций Армении принадлежат ученым ЕрФИ. Большая часть этих работ опубликована в журналах с высоким импакт-фактором. Высокий уровень исследований, проводимых в национальной лаборатории, подтверждается их высокой цитируемостью — более 60 % от общего объёма ссылок на статьи, опубликованные учеными Армении, принадлежат ученым ЕрФИ.

## Структура
ЕрФИ имеет шесть отделений и Вычислительный центр. Научно-производственные мастерские также являются частью института.
Основные направления исследований:
- физика элементарных частиц,
- ядерная физика,
- физика космических лучей и астрофизика,
- теоретическая физика,
- физика конденсированных сред,
- радиобиология,
- исследование изотопов и их производство,
- компьютерные сети, вычислительная техника,
- образовательная программа.

## Директора
- Артем Алиханян (1944—1973)
- Андрей Аматуни (1973—1992)
- Рубен Мкртчян (1992—2001)
- Грачья Асатрян (2001—2008)
- Ашот Чилингарян (с 2008)